# 在宅障害者の保障を考える会
在宅障害者の保障を考える会（ざいたくしょうがいしゃのほしょうをかんがえるかい）とは、脳性マヒ者などの重度障害者（主に重度の身体障害者）の中でも、施設や家族の元ではなく、居宅派遣ホームヘルパーを用いることで一人暮らしを希望する者への支援を行政に要求をする当事者団体（障害者団体）である。略称は在障会（ざいしょうかい）。機関誌は『在障会ニュース』。

## 概要
福祉施設や家族の元ではなく、障害者が「地域で自立して生活」(在宅介護サービスを受けた一人暮らし)することを目指す運動が1960年代に日本で起こった。1970年代に入ると重度障害者は福祉施設から退所して、支持者の支援を受けた形で一人暮らしを始めるケースが見られるようになった。例として、脳性マヒ者の新田勲や三井絹子があり、彼らは東京都府中市の府中療育センター(障害者介護施設)から退所して、都営住宅で一人暮らし生活を始めた。しかしながら当時は一人暮らしを希望する重度障害者の例が無かったため、「一人暮らしの重度障害者」に対する介護者派遣や金銭的支援を行う福祉政策も日本にはなかった。そのため、重度障害者の一人暮らし生活は協力者（ボランティア）に頼むことが多かった。ちなみにボランティアの中には全共闘などの学生運動やそれに共感をしていた政治的左派層が多く、新左翼も少なからずいた。
このような状況を改める為、重度障害者の中でも一人暮らしを望む人々は様々な社会運動を通して、行政側に福祉政策の創設を訴えた。その社会運動体として1973年に東京都で「在宅障害者の保障を考える会」が先述の新田、三井らによって東京都内で結成される。この流れに呼応する形で、東京都を中心として、全国各地で社会運動体として、各地の在障会ないしそれに類する団体が立ち上げられていった。組織的には各団体がゆるやかに繋がりを持っている形である。
在障会は東京都民生局に「24時間の日常的世話の介護料，介護者が生活出来るような医療費を含んだ介護料」を要求した。その要求に応える形で都側は「重度脳性麻痺者介護人派遣事業」という制度を1974年に作っている。しかしこの制度は当初は月4回の時間数及び月額7000円の介護料を介護者に渡すのが上限としていたため、障害者側からは「不足している」という声が多かった。そのため、更なる要請、要求を在障会は都などの行政側に繰り返した。こうして、少しずつ時間数増加や介護料増額といった予算拡充が図られていった。
「重度脳性麻痺者介護人派遣事業」では、在障会らが希望した「介護を受ける障害者」が自ら選択した介護ヘルパーに対して、行政側から発給された「介護券(有価クーポン券)」を手渡す制度となった。介護ヘルパー側は、労働後に受け取った介護券を行政の窓口に持ち込むことで、介護による金銭的対価を請求できるという仕組みである。このような3点方式的な制度を希望した重度障害者らによると、行政側から介護者に対して介護料を直接支給するのではなく、そこに介護を受ける障害者が介護券を渡すという形で介在することは「公的制度のなかで人間の『関係』を保障するという，行政から見ればきわめて非合理的で実現困難な，しかし障害者側から見れば自己の自由を最大限に担保する仕組み」であるとしている。
後に「重度脳性麻痺者介護人派遣事業」は脳性マヒ者以外の障害者も使用できるように対象範囲拡大がなされ、1987年に「重度脳性麻痺者等介護人派遣事業」として対象の拡大がなされた。この制度の受け皿となるべく、各地で介護派遣事業を行う事業所が増えていった。また障害者自身が事業所の運営に参画するケースも多々あり、アメリカで始まった自立生活運動(在宅介護サービスを用いた一人暮らし運動)に範をとった団体（自立生活センター，CIL）が日本でも立ち上げられ始めた。この動きは2003年の支援費制度に繋がっていった。各地で立ち上げられた地域で活動する在障会も介護派遣事業を行う事業所の事実上の前身となるケースも多かった。事業所はNPO法人などの法人格を取得していく。
在障会の運動は1976年に全国青い芝の会の会員らが中心となり大阪府で立ち上げられた「全国障害者解放運動連絡会議」（略称：全障連）の中でも続いた。全障連に参加した在障会のメンバーらは全障連の中で、重度障害者に対する広範な公的介護保障の要求を行政側に求める為の団体の創設を求めた。この動きが1984年には「全国公的介護保障要求者組合」につながっている。

## 関係する主な人物・団体
- 新田勲（にった いさお) - 1940年～2013年。東京都北区の北区在宅障害者の保障を考える会の会長、全国公的介護保障要求者組合の初代委員長を務める。1972年の府中療育センター闘争の中心人物。三井の兄。
- 三井絹子（みつい きぬこ) - 1945年～。1975年、かたつむりの会を発足させた。国立市のNPO法人ワンステップかたつむり国立代表を務める。1972年の府中療育センター闘争の中心人物。新田の妹。NHKの「戦後史証言プロジェクト日本人は何をめざしてきたのか」2015年度「未来への選択 第6回　障害者福祉～共に暮らせる社会を求めて～私は人形じゃない」に出演。2020年5月28日、参議院国土交通委員会の参考人として出席[3]。
- 猪野千代子（いの ちよこ） - 1936年～1999年。障害者の足を奪い返す会代表を務める。1972年の府中療育センター闘争の中心人物。主な著作に田中美津らが設立したリブ新宿センターの機関紙「リブニュースこの道ひとすじミニ版」（1973年）に掲載された「あたしにとって女とは何か――ある「身体障害者」の手記」がある。
- 村田実（むらた みのる） - 1939年～1992年。東久留米市の東久留米在宅障害者の保障を考える会代表を務める。主な著書に「ある「超特Ｑ」障害者の記録　Ｍｕｒａｔａ，Ｍｉｎｏｒｕ　ｆｏｒｅｖｅｒ　村田実遺稿集」（千書房 1978年）がある。東久留米在障会は、NPO法人自立福祉会の前身である。
- 荒木義昭（あらき よしあき） -  1942年～2016年。練馬区の練馬区在宅障害者の保障を考える会、練馬区介護人派遣センター代表を務める。荒木裁判闘争の中心人物。
- 高橋修（たかはし おさむ） - 1948年～1999年。立川市のNPO法人自立生活センター・立川代表、NPO法人自立生活センター・HANDS世田谷の運営委員、DPI日本会議常任委員を務めた。
- 小山内美智子（おさない みちこ） - 1953年～。北海道札幌市のNPO法人札幌いちご会設立・理事長、社会福祉法人アンビシャス設立者。作家。主な著作に「車椅子で夜明けのコーヒー―障害者の性」(1995年 ネスコ) ISBN 978-4890368914 がある。
- 横山晃久（よこやま てるひさ） - 1954年～。全国障害者介護保障協議会代表、世田谷区のNPO法人自立生活センター・HANDS世田谷事務局長、代表を務める。
- 掛貝淳子（かけがい　じゅんこ） - 1954年～。三多摩在障会会員。作家。著書に「サンタクロースは自転車にのって」ネット武蔵野 2002年 ISBN 978-4944237357。
- 野口俊彦（のぐち としひこ） - 1951年～。NPO法人自立生活センター・立川代表。全国初のヘルパー派遣団体のヘルプ協会の設立者
- 加辺正憲（かべ まさのり） - NPO法人ピアサポート・北理事。介護福祉士、荒木義昭や新田勲の専従介助者を勤めた。
- 伊藤みどり（いとう みどり） - 1952年～。女性ユニオン東京、働く女性の全国センター設立者。介護福祉士、ホームヘルパー国家賠償訴訟当該[4]。
- 加藤みどり（かとう みどり） - 1956年～。NPO法人自立生活センター・立川理事、在宅障害者の保障を考える会副代表。山形県米沢市から立川市に移住[5]。
- 川元恭子（かわもと きょうこ） - 1959年～2014年。小平市で小平市在宅障害者の介護保障を考える会代表、全国障害者介護保障協議会設立者の一人。NPO法人自立生活センター・小平代表を務める。
- 益留俊樹（ますとめ としき） - 1961年～。三多摩在宅障害者の保障を考える会・事務局長、田無市の田無市在宅障害者の保障を考える会代表、NPO法人自立生活企画代表、NPO法人自立福祉会代表を務める。）
- 木村英子（きむら えいこ）  - 1965年～。全都在宅障害者の保障を考える会代表、全国公的介護保障要求者組合書記長、多摩市のNPO法人自立ステーションつばさ事務局長、参議院議員（れいわ新選組副代表）を務める。
- 藤吉さおり （ふじきち さおり）  - 1974年～。多摩市在宅障害者の保障を考える会、多摩市の権利擁護専門部会の部会長、NPO法人自立ステーションつばさ代表[6]。
- 佐々和信（ささき かずのぶ）  - 香川県高松市。香川県筋萎縮性患者を救う会。自立支援センター・高松。
- 高浜敏之（たかはま としゆき） - 株式会社土屋社長[7]。
- 障害者の生活と権利を守る全国連絡協議会（障全協）
- 全国ホームヘルパー広域自薦登録協会 - 略称は全国広域協会。旧名称は介護保険ヘルパー広域自薦登録保障協会[8]。全国の障害者団体が共同して2003年に設立。日本全国のどこでも重度障害者が生活できるように活動している。
- 介護保障を考える弁護士と障害者の会 全国ネット - 2012年に立川市で結成。共同代表は野口俊彦（NPO法人自立生活センター・立川代表）と藤岡毅（弁護士）[2]。
- 札幌市公的介助保障を求める会 - 札幌市の団体。
- 土佐市在宅重度障害者の介護保障を考える会 - 高知県土佐市の頸髄損傷者の藤田恵功が代表。1998年ごろに結成。
- 熊本市全身性障害者の介護保障を求める会 - 熊本県熊本市の団体。NPO法人重度障害者介護保障協会（鹿児島県鹿児島市）の田上支朗が代表。
- NPO法人自立生活センター 自立の魂  - 横浜市のNPO法人。2001年結成の「横浜市在宅障害者の保障を考える会」が前身である。
- 障がいのある人もない人も暮らしやすい立川を考える会 - 2009年に障害種別を越えて立川市内の6団体が集まり結成された団体。2013年に「障害のある人もない人も暮らしやすい立川をつくる条例」の請願を立川市議会に提出した。その結果、2017年4月に立川市で「立川市障害のある人もない人も共に暮らしやすいまちをつくる条例」が施行されることとなった。